# Dicranomyia grimshawi
Dicranomyia grimshawi är en tvåvingeart som beskrevs av Alexander 1919. Dicranomyia grimshawi ingår i släktet Dicranomyia och familjen småharkrankar. Inga underarter finns listade i Catalogue of Life.